# José Luis Elejalde
José Luis Elejalde Gorostiza (La Habana; 14 de enero de 1951-18 de febrero de 2018) fue un futbolista cubano que compitió en los Juegos Olímpicos de 1976. Murió a raíz de una enfermedad a los 67 años.
Apodado el Caballo, jugó toda su carrera en el mediocampo del FC La Habana de 1968 a 1986. Reconvertido en entrenador, dirigió algunos equipos femeninos en Cuba y República Dominicana en particular.

## Selección nacional
Fue internacional en la década de 1970, donde jugó los cinco encuentros en el Campeonato de Naciones de la Concacaf de 1971 y anotó su único gol que fue contra Trinidad y Tobago, el país anfitrión de la competencia, en el empate 2-2 el 30 de noviembre. Fue convocado por el técnico Sergio Padrón en el grupo seleccionado para los Juegos Olímpicos de 1976 en Montreal.
También participó en tres partidos de clasificación para la Copa del Mundo de 1978. Además, a nivel regional, ganó dos medallas de oro consecutivas en los Juegos Centroamericanos y del Caribe de 1970 y 1974.

### Participaciones en Juegos Olímpicos
| Torneo                   | Sede     | Resultado     |
| ------------------------ | -------- | ------------- |
| Juegos Olímpicos de 1976 | Montreal | Primera ronda |